# Out of the Darkness
Out of the Darkness er en amerikansk stumfilm fra 1915 af George Melford.

## Medvirkende
- Charlotte Walker som Helen Scott.
- Thomas Meighan som Harvey Brooks.
- Marjorie Daw som Jennie Sands.
- Hal Clements som John Scott.
- Tom Forman som Tom Jameson.